# Pachydissus regius
Pachydissus regius es una especie de escarabajo longicornio del género Pachydissus, tribu Cerambycini, subfamilia Cerambycinae. Fue descrita científicamente por Aurivillius en 1907.

## Descripción
Mide 54-79 milímetros de longitud.

## Distribución
Se distribuye por Camerún, Costa de Marfil, Gabón, Kenia, República Democrática del Congo y Togo.